# Börres Weiffenbach
Börres Weiffenbach (* 1969 in Berlin) ist ein deutscher Kameramann.
Börres Weiffenbach studierte von 1996 bis 2003 Kamera an der HFF Potsdam. Für seine Kamera-Arbeit an dem Dokumentarfilm Otzenrather Sprung wurde er 2002 mit dem Adolf-Grimme-Preis und dem Bayerischen Fernsehpreis ausgezeichnet. 2017 wurde er mit dem Robert-Geisendörfer-Preis für den Dokumentarfilm La buena vida – Das gute Leben geehrt.

## Filmografie (Auswahl)
Soweit nicht anders angegeben, handelt es sich um Dokumentarfilme.
- 2001: Otzenrather Sprung
- 2007: Otzenrath 3° kälter
- 2008: Stolperstein
- 2010: Plug & Pray
- 2013: Master of the Universe
- 2013: Overgames
- 2015: La buena vida – Das gute Leben
- 2015: Beyond Punishment
- 2016: Dead Man Working (Fernseh-Spielfilm)
- 2017: Auf dünnem Eis – Die Asylentscheider
- 2017: Guardians of the Earth
- 2017: Auf der Suche nach Ingmar Bergman
- 2017: Sympathisanten – Unser Deutscher Herbst
- 2018: Scala Adieu – Von Windeln verweht
- 2018: Was kostet die Welt
- 2018: Swimmingpool am Golan
- 2019: Body of Truth
- 2019: Heimat ist ein Raum aus Zeit
- 2021: Hinter den Schlagzeilen
- 2021: Wer wir waren
- 2022: Melodie Raum 222